# Wang Jinxi
Wang Jinxi (ur. 8 października 1923, zm. 15 listopada 1970) – chiński chłop i górnik, wykreowany przez komunistyczną propagandę maoistowską jako wzór przodownika pracy.
Urodził się w Yumen w prowincji Gansu w ubogiej rodzinie chłopskiej. W dzieciństwie zajmował się pasterstwem i wożeniem węgla, zaś w wieku 15 lat rozpoczął pracę na polu naftowym w Daqing. Po utworzeniu Chińskiej Republiki Ludowej został członkiem brygady nr 1205, w 1956 roku stając na jej czele. W tym samym roku wstąpił do KPCh. Wraz z rozpoczęciem polityki wielkiego skoku i rezygnacją z polecenia Mao Zedonga z importu surowców energetycznych na rzecz ich krajowego wydobycia, dowodzona przez Wang Jinxi brygada nr 1205 zyskała sobie sławę dzięki nadzwyczajnym wynikom produkcyjnym. Górnicy z Daqing z poświęceniem realizowali wskazania nowej polityki energetycznej, wytrwale poszukując nowych złóż ropy, częstokroć na nieprzyjaznym terenie. Nie przerywali pracy nawet przy 30-stopniowym mrozie, wykonując łącznie ponad 1000 odwiertów. Wang zyskał sobie pseudonim Człowieka z żelaza (chiń. 铁人; pinyin Tiě rén), a jego wizerunek został wykorzystany przez propagandę w ramach propagowania współzawodnictwa pracy. Zapraszany do Pekinu, był goszczony przez przywódców państwowych i awansowany na stanowiska kierownicze w przemyśle wydobywczym. W 1964 roku został wybrany deputowanym do Ogólnochińskiego Zgromadzenia Przedstawicieli Ludowych.
Po rozpoczęciu w 1966 roku rewolucji kulturalnej potępiony jako poplecznik Liu Shaoqi, był wyszydzany na tzw. „wiecach walki” i torturowany przez czerwonogwardzistów, co nieomal przypłacił życiem. Zrehabilitowany w 1968 roku, wszedł rok później w skład Komitetu Centralnego KPCh. Zmarł na raka żołądka w 1970 roku. W Daqing znajduje się poświęcone mu muzeum.